# 烏川 (長野県)
烏川（からすがわ）は、長野県安曇野市を流れる川で、信濃川水系の一級河川。

## 地理
長野県安曇野市堀金烏川の西部、飛騨山脈（北アルプス）の常念岳（標高2,857メートル）や蝶ヶ岳（標高2,677メートル）に源を発し、東に流れる。左岸側から二ノ沢・一ノ沢を、右岸側から崩沢・大水沢・小水沢・大野沢等の支流を合わせて須砂渡に至り、北東へと流れを変える。安曇野市穂高で川窪沢川を合わせ、国道147号の穂高橋下流で乳房川へ合流する。なお、穂高川は上流部を中房川といい、乳川（ちがわ）が合流すると乳房川となり、さらに烏川が合流すると穂高川へと呼称が変わってゆく。
烏川の長さは文献によって異なり、『堀金村誌』には18キロメートル、『穂高町誌』には16キロメートル、『角川日本地名大辞典』には21.5キロメートル とある。流域面積についても『堀金村誌』が88平方キロメートル（内訳は山地が61平方キロメートル、扇状地が27平方キロメートル） としているのに対し、『穂高町誌』では80.6平方キロメートル としている。
上流部における集水面積の少なさと、下流の扇状地部分は大量の土砂が堆積していることから水に乏しい。特に、烏川橋から拾ヶ堰の流入する間は、伏流水となってしまい水量が著しく減少し、夏季などは流水が見られないことがある。このため扇状地では古くから用水路（堰）が整備されている。
烏川という名の由来として、川砂が黒色をしているからとする説がある。烏川の砂利は粘板岩・硬砂岩・チャート・ホルンフェルスといった古生層・中生層に由来し、全体的に黒みがかっているのが特徴である。花崗岩が主体の白みがかった砂利が特徴的な乳川とは対照的であり、これが烏川および乳川の由来と言われている。このほか、下流部において水量が減少することから「涸（か）れ沢川」がなまって烏川になったとする説を唱える地名研究家もいる。

## 支流
- 本沢
- 一ノ沢（5.3 km）
- 二ノ沢（4.0 km）
- 小野沢
- 川窪沢川

## 河川施設

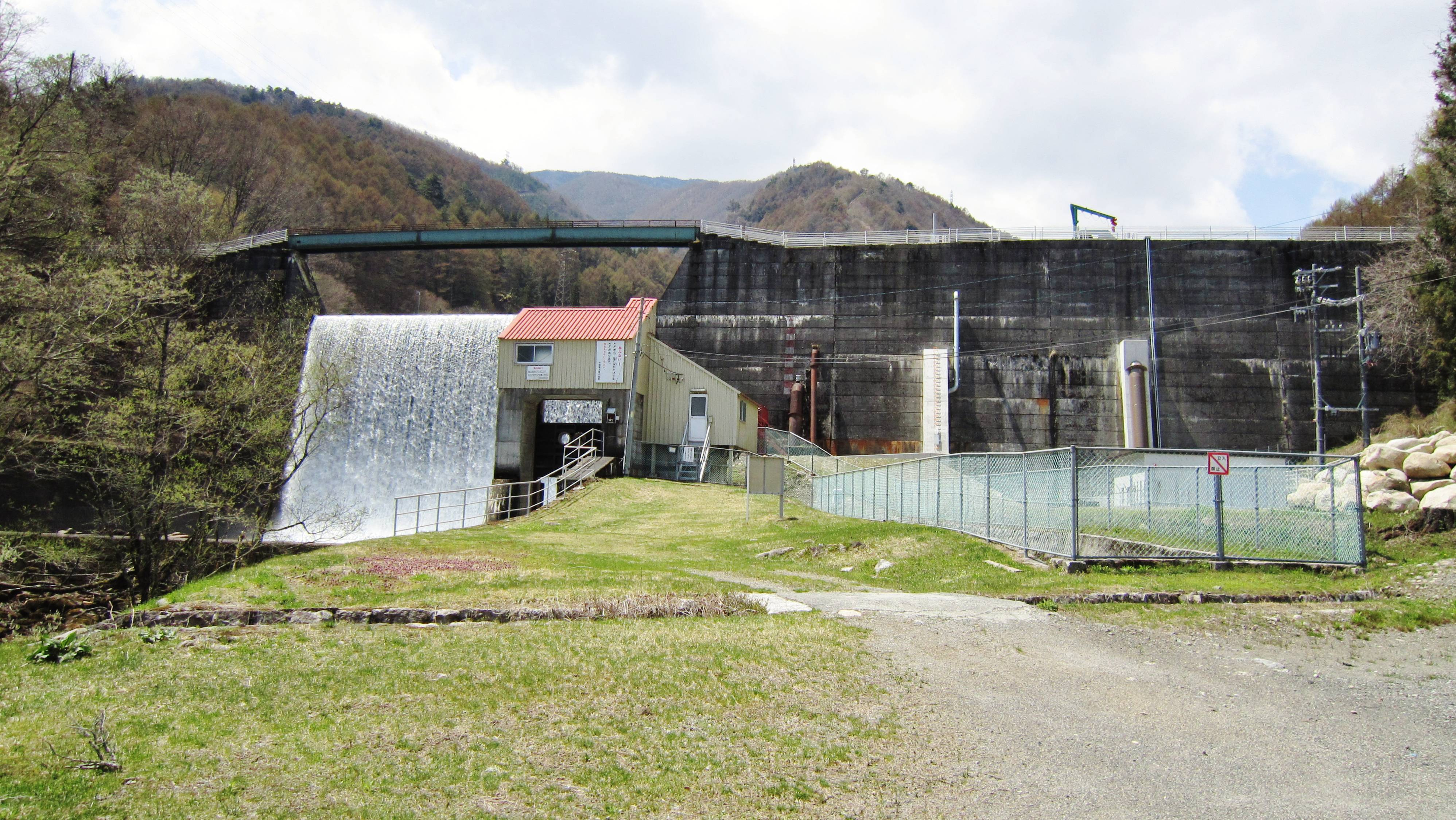
須砂渡ダム

| 一次 支川名 （本川） | 二次 支川名 | 三次 支川名 | ダム名     | 堤高 (m) | 総貯水 容量 (千m3) | 型式   | 事業者 | 備考     |
| -------------------- | ----------- | ----------- | ---------- | -------- | ------------------ | ------ | ------ | -------- |
| 犀川                 | 穂高川      | 烏川        | 須砂渡ダム | 20.0     | －                 | 重力式 | 長野県 | 砂防堰堤 |

## 流域の観光地
- 烏川渓谷緑地
- 安曇野蝶ヶ岳温泉・ほりでーゆ〜四季の郷
- 国営アルプスあづみの公園

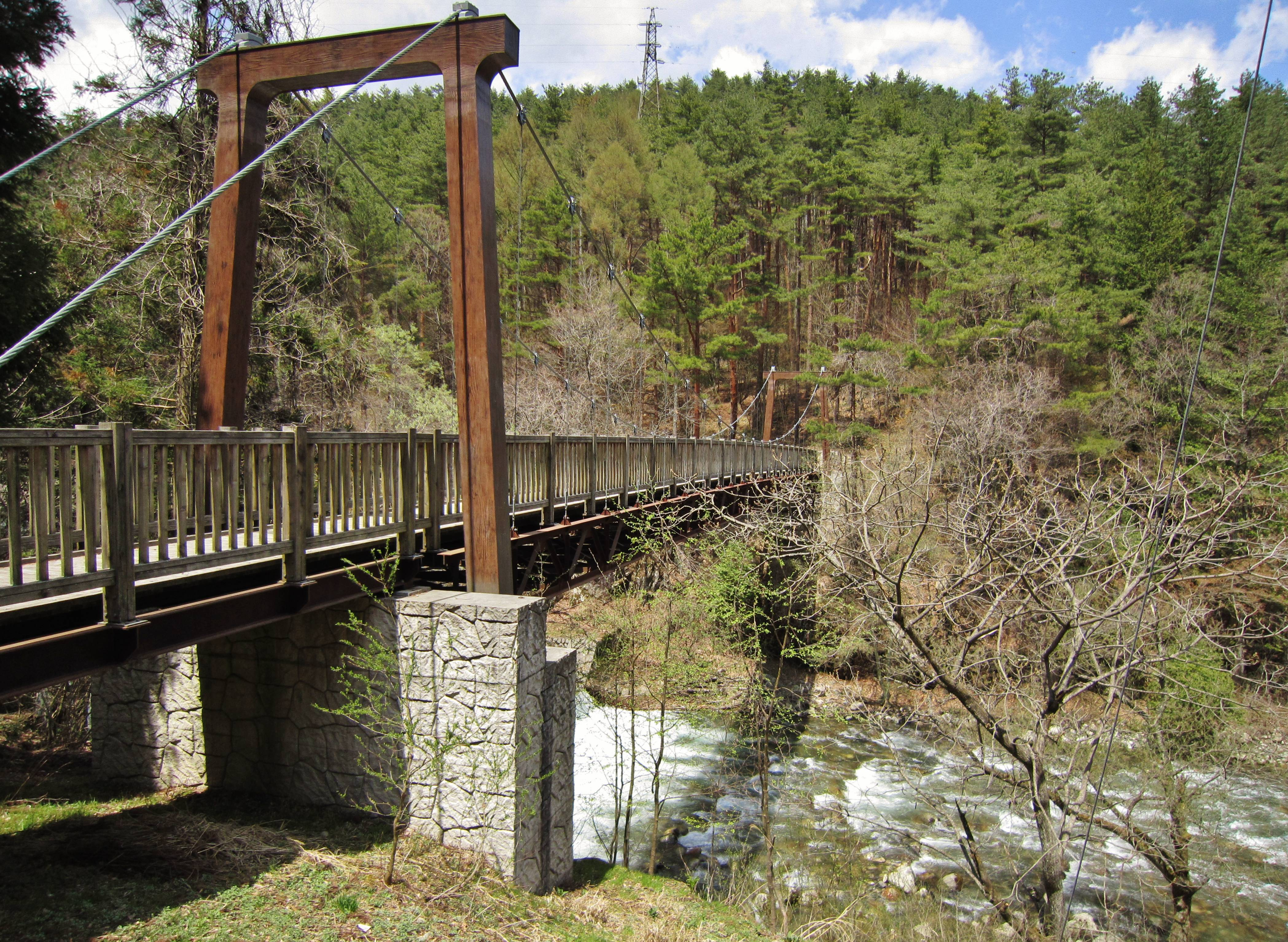
烏川に架かる烏川渓谷橋（烏川渓谷緑地）
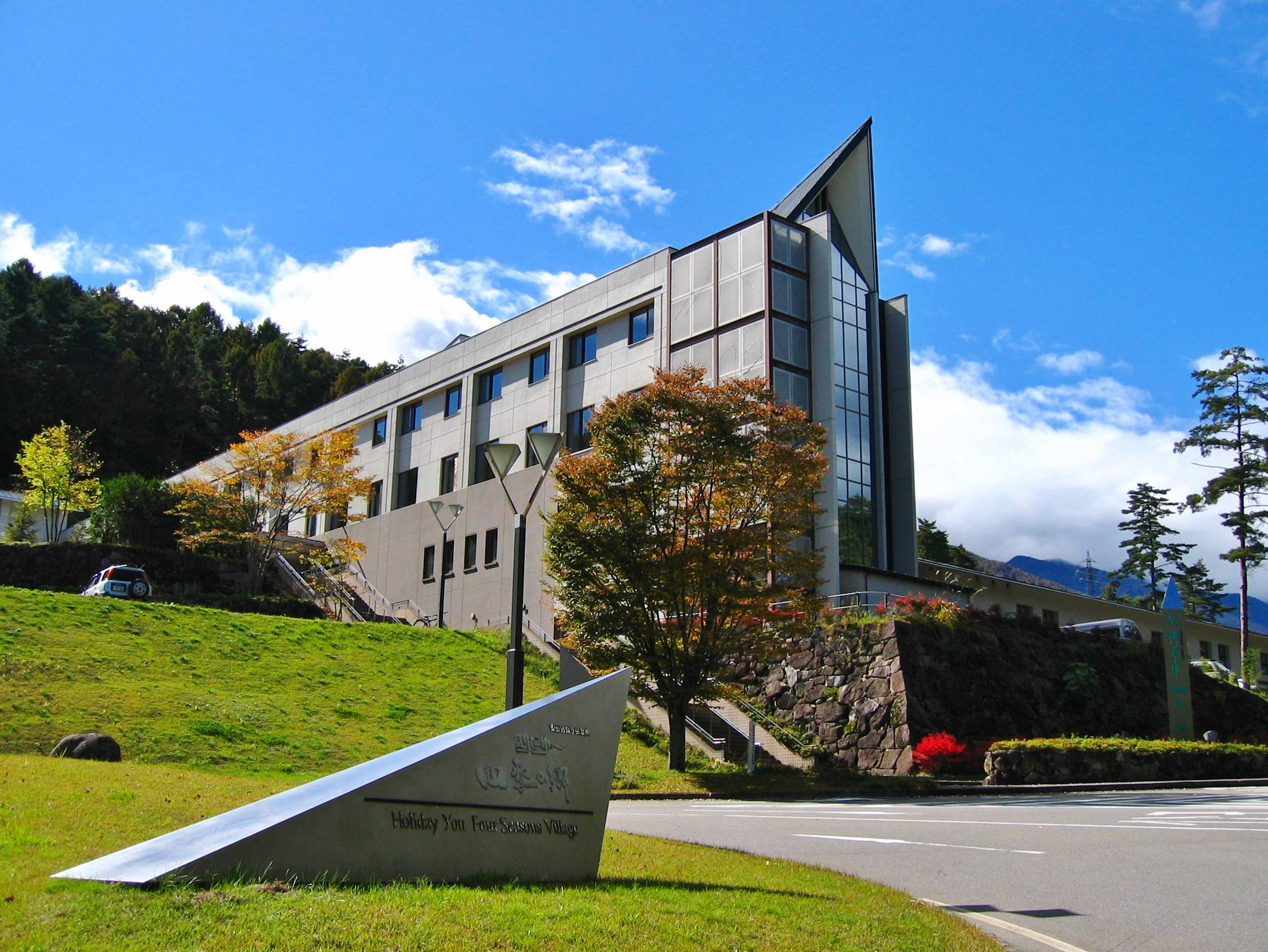
ほりでーゆ〜四季の郷
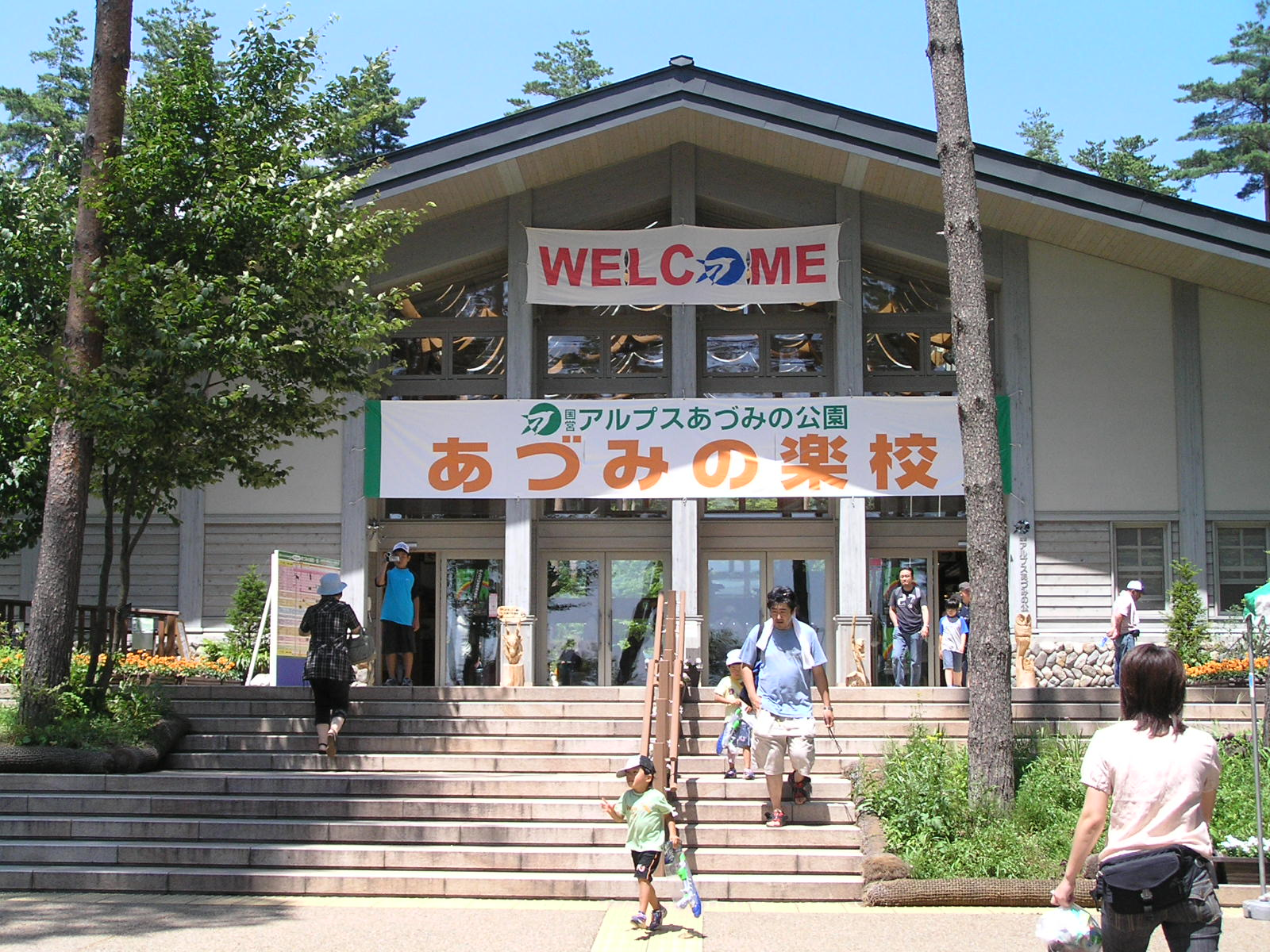
国営アルプスあづみの公園

## 水力発電
中部電力株式会社は烏川において烏川第一・第二・第三発電所および須砂渡発電所という4か所の水力発電所を管理している。烏川を流れる水と、烏川が造り出した河岸段丘の高低差を活用している。
その歴史は大正時代までさかのぼる。松本市島立、好景気の波に乗った大阪アルカリ株式会社は、アルカリ製造に必要な電気をまかなうべく、烏川に水力発電所の建設を計画。1918年（大正7年）2月22日にその許可を得て、同年8月19日に現地で地鎮祭を挙行した。会場には関係者ら120名が集まったという。1921年（大正10年）10月に烏川第二発電所（現在1,200キロワット）が、同年12月に烏川第一発電所（現在1,300キロワット） が運転を開始している。
戦後、烏川の水力発電を継承した中部電力は、新たに烏川第三発電所の建設を計画する。烏川本流のほか、支流の一ノ沢・二ノ沢・東沢にも取水口を配置し、最大4立方メートル毎秒の水を取り入れ、最大1万6,400キロワットの電力を発生する。1年間に発生が見込まれる電力量は7,000万キロワット時にのぼり、これは当時の穂高町で消費される電力量の1年分に相当するとあって地元の電力供給に期待が寄せられた。工事は1983年（昭和58年）5月26日に着工。工事にあたって「慰霊碑のない発電所建設」を掲げ、トンネル工事における破砕帯との遭遇や、台風に雪崩といった自然災害に対しても重大な労働災害が起こることはなかったという。1985年（昭和60年）10月24日、通商産業省（現・経済産業省）の検査に合格し、営業運転に入った。
2009年（平成21年）8月、中部電力は須砂渡発電所の建設に着手した。これは電力会社の水力発電所として初めて既存の砂防堰堤を利用するものである。烏川に建設された、高さ20メートルの須砂渡ダムから2.2立方メートル毎秒の水を取り入れ、ダム左岸直下の発電所に送水し、最大240キロワット（計画当初は230キロワット）の電力を発生する。1年間に発生が見込まれる電力量は約150万キロワット時で、これは一般家庭約400世帯が消費する電力量の1年分に相当する。須砂渡発電所は2010年（平成22年）9月17日に運転を開始した。

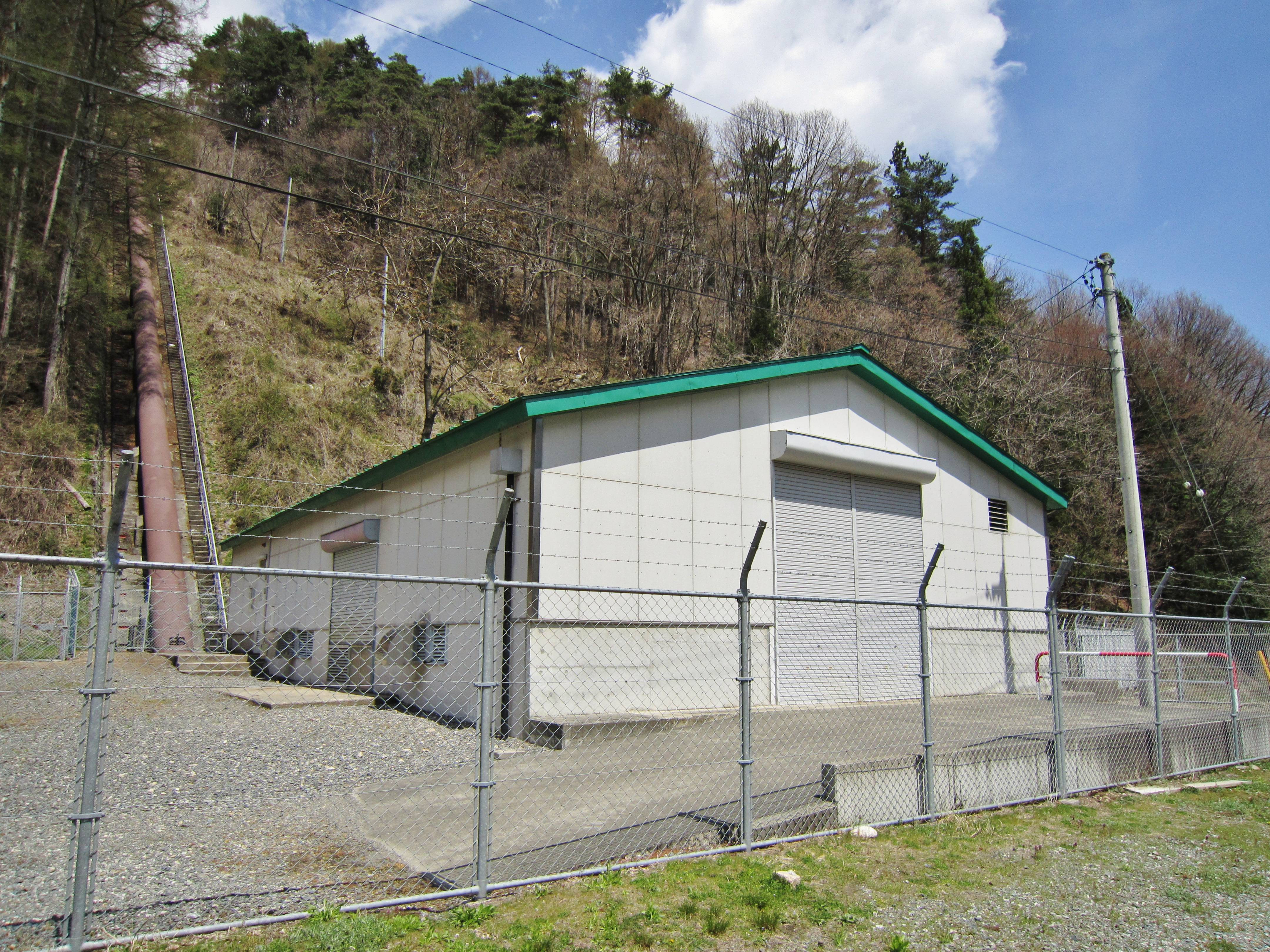
烏川第一発電所
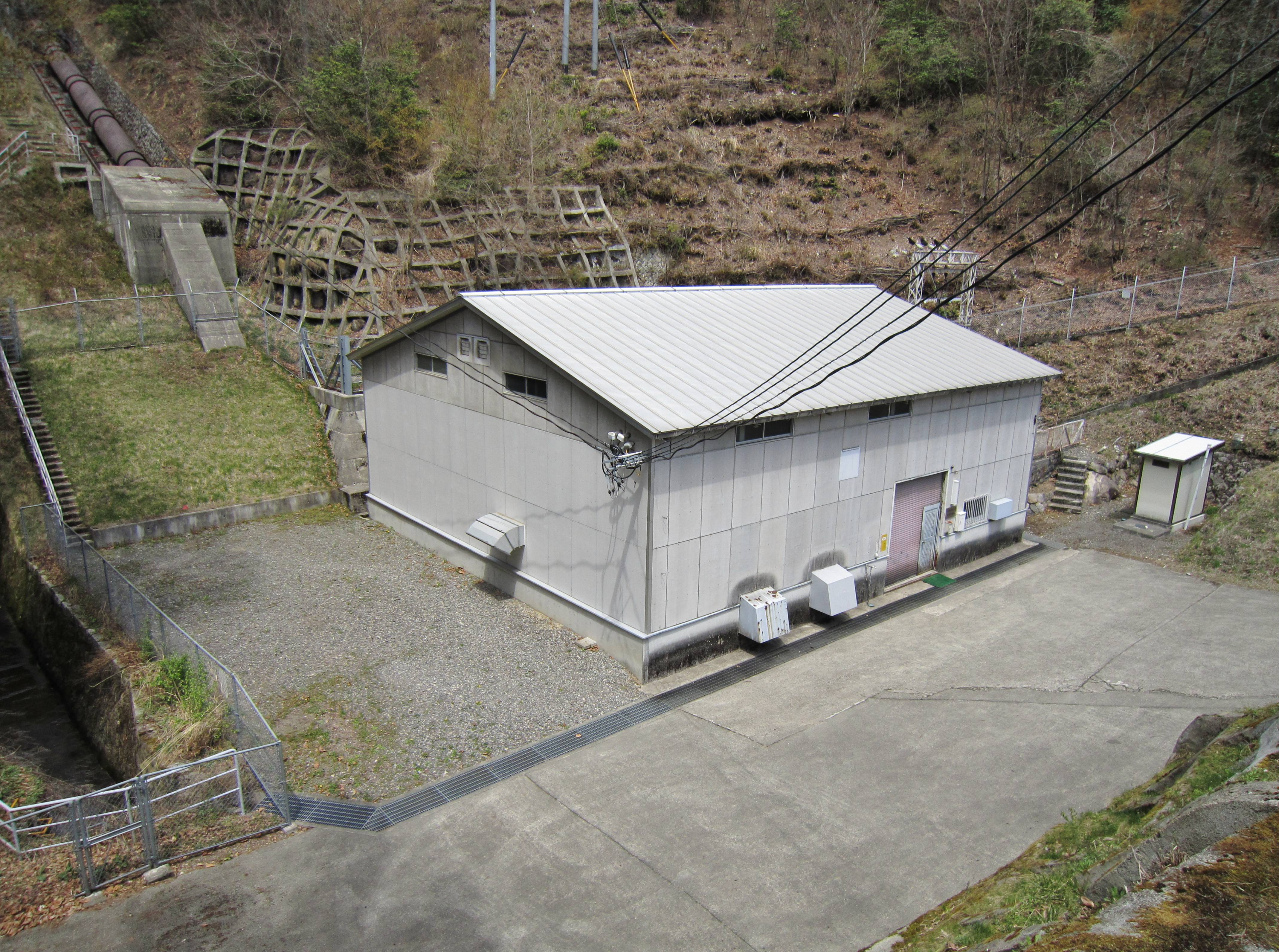
烏川第二発電所
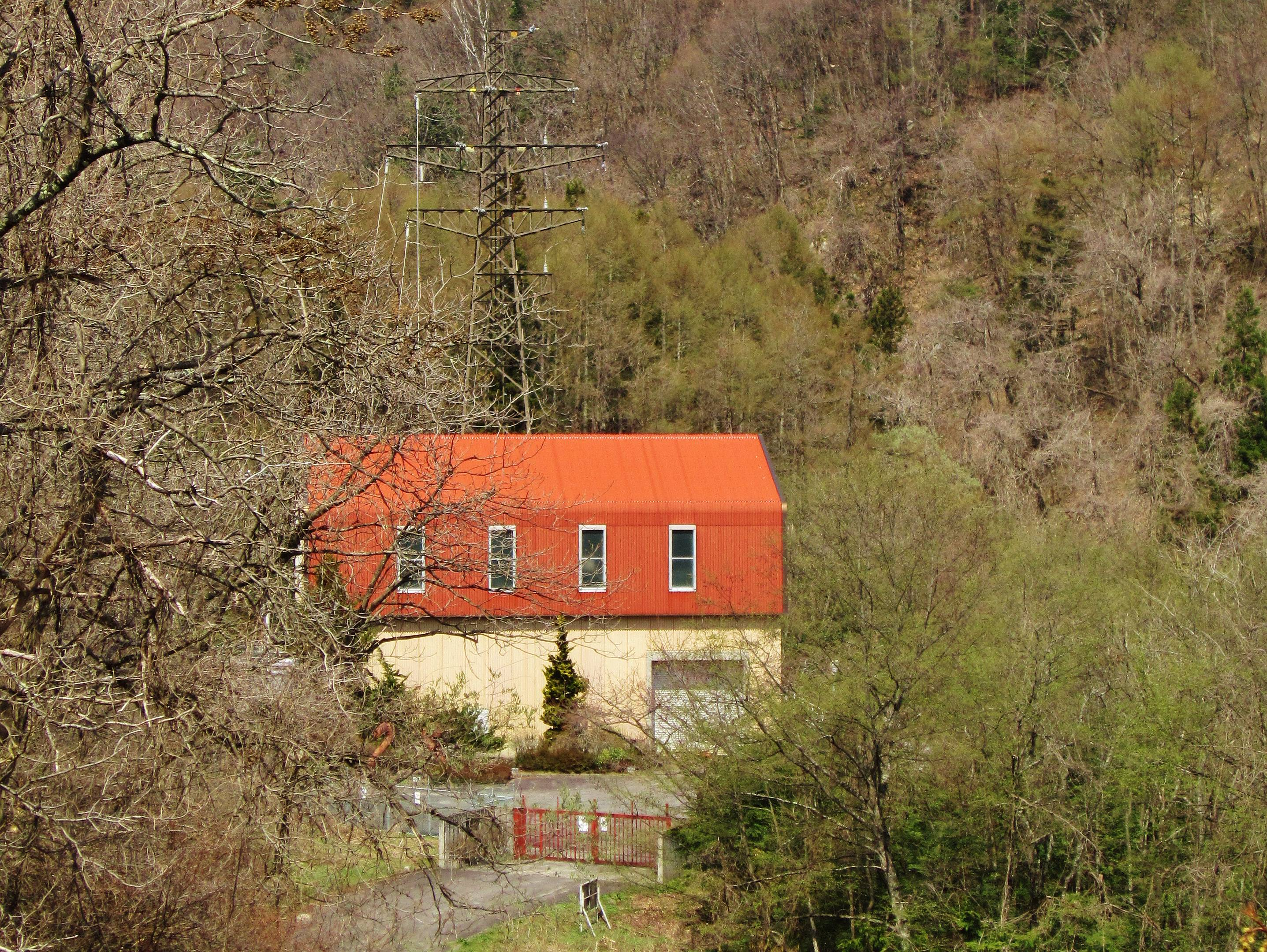
烏川第三発電所
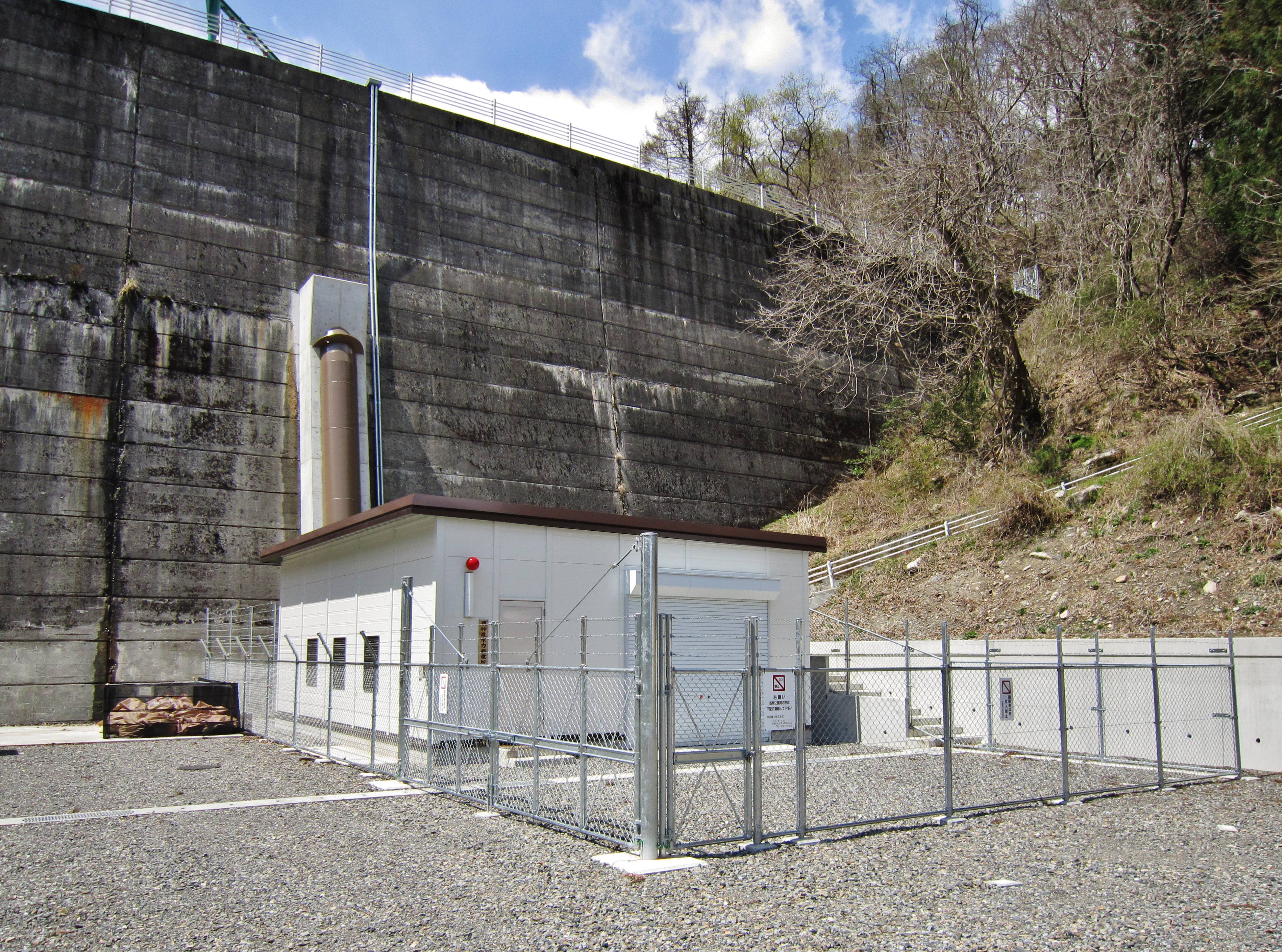
須砂渡発電所